# Большая Козлейка
Большая Козлейка — село в Вадинском районе Пензенской области России. Входит в состав Ягановского сельсовета.

## География
Село находится в северо-западной части региона, в пределах восточной окраины Окско-Донской низменности, в лесостепной зоне, на левом берегу реки Вад, вблизи места впадения в неё реки Козлейки, на расстоянии примерно 6 километров (по прямой) к юго-востоку от села Вадинска, административного центра района. Абсолютная высота — 178 метров над уровнем моря.
Уличная сеть села состоит из одной улицы (ул. Набережная).

### Климат

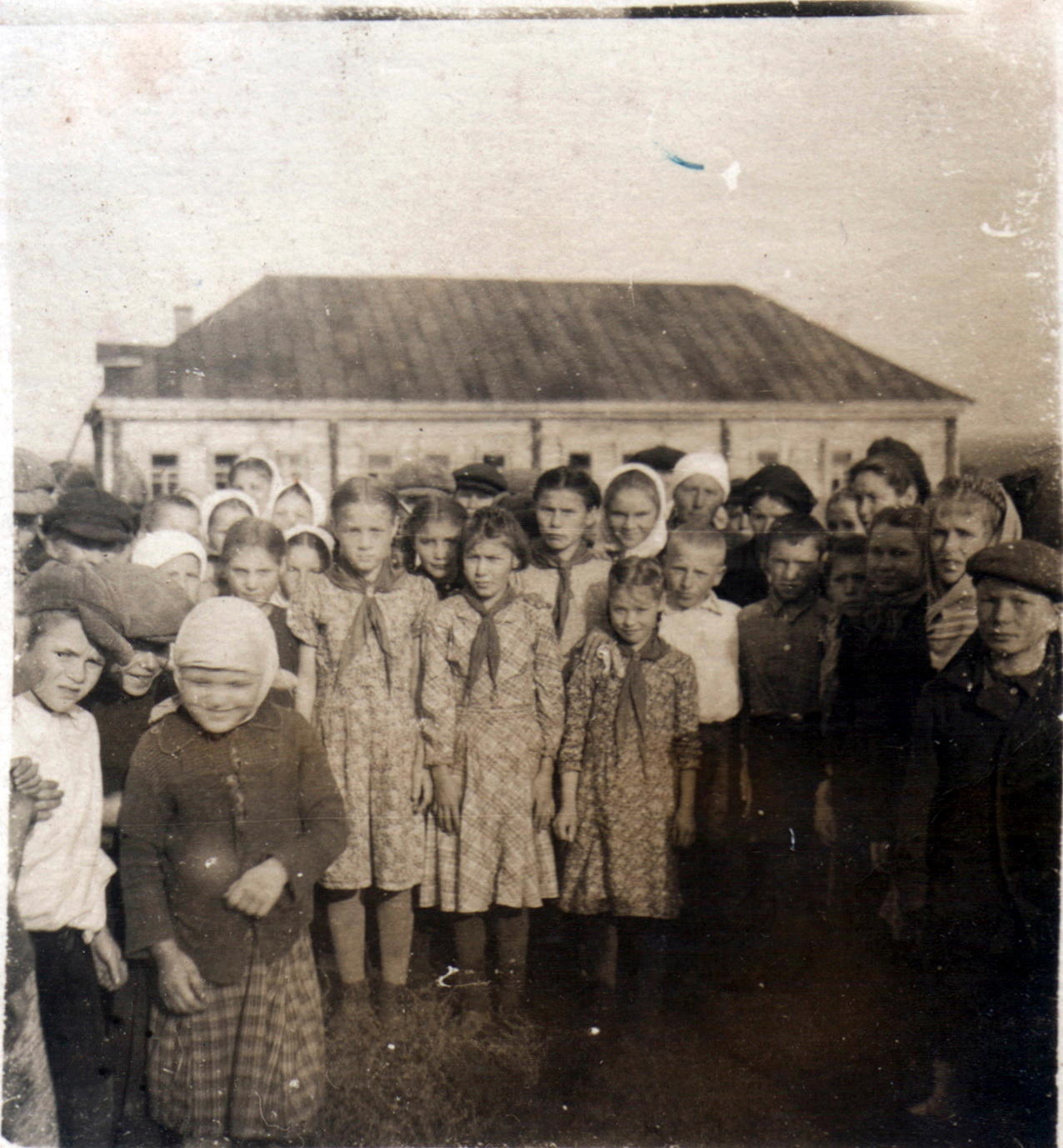
Село Большая Козлейка (1950-е годы).

Климат характеризуется как умеренно континентальный. Средняя температура воздуха самого холодного месяца (января) составляет −11,5 °C (абсолютный минимум — −44 °С); самого тёплого месяца (июля) — 19,5 °C (абсолютный максимум — 38 °С). Продолжительность безморозного периода составляет 133 дня. Годовое количество атмосферных осадков — 467 мм. Снежный покров держится в среднем 141 день.

## История
Основана в середине XVII века служилыми людьми из Керенска. В 1721 году упоминается как деревня Кажлейка, основное население которой составляла новокрещеная мордва. В 1785 году показано как владение помещиков Якова Петровича Рославлева (93 ревизских души) и Елизаветы Петровны Смирновой (22 ревизских души). По данным 1806 года в деревне Казлейке окладных душ: 141 — однодворцев, 23 — отписных крестьян. Перед отменой крепостного права вместе с селом Никольским, Бутурлино тож (ныне Ягановка), деревней Ольгино и тремя пустошами числилась за помещиком Андреем Николаевичем Араповым. В 1869 году построена однопрестольная церковь во имя Козьмы и Демьяна. В 1894 году действовало земское училище.
По состоянию на 1911 год в деревне, относившейся к Ягановской волости Керенского уезда, имелись: одно крестьянское общество, 216 дворов, церковь, церковноприходская школа, водяная и ветряная мельницы, шерсточесалка, пять овчинных заведений и три лавки. Население села того периода составляло 1370 человек. По данным 1955 года в Большой Козлейке располагалась бригада колхоза «Победа».

## Население
| 1782 | 1864 | 1877 | 1897  | 1911  | 1926  | 1930  |
| ---- | ---- | ---- | ----- | ----- | ----- | ----- |
| 498  | ↗650 | ↗778 | ↗1105 | ↗1370 | ↘1318 | ↘1317 |
| 1939 | 1959 | 1979 | 1989  | 1996  | 2002  | 2010  |
| ↘791 | ↘517 | ↘226 | ↘138  | ↘120  | ↘60   | ↘41   |

### Половой состав
По данным Всероссийской переписи населения 2010 года в гендерной структуре населения мужчины составляли 34,1 %, женщины — соответственно 65,9 %.

### Национальный состав
Согласно результатам переписи 2002 года, в национальной структуре населения русские составляли 100 % из 60 чел.

## Инфраструктура
Было развито сельское хозяйство.

## Транспорт
Село доступно автотранспортом по подъездной дороге с региональной автодороги 58К-48.